# Johannes Afflacius
Johannes Afflacius (auch Johannes Afflatius, italienisch Giovanni Afflacio) war ein Arzt und Autor aus der Schule von Salerno. Er war ein Schüler von Constantinus Africanus und unterstützte diesen bei der Übersetzung medizinischer Schriften aus dem Arabischen. Er starb im frühen 12. Jahrhundert.

## Wirken
Über Johannes Afflacius liegen nur wenige gesicherte Informationen vor. Bis zur Entdeckung des Codex Salernitanus 1837, in dem er mehrfach als Autor genannt wird, war er gänzlich vergessen. In der Folge konnten Johannes weitere Erwähnungen in der Überlieferung zugeordnet werden, etwa bei Petrus Diaconus.
Wie sein Lehrer Constantinus wurde Johannes von Zeitgenossen in Salerno als Sarezene bezeichnet, was eine Geburt in Nordafrika oder auf Sizilien nahelegt. Vasco La Salvia nennt, Heinrich Schipperges folgend, als möglichen Geburtsnamen Yaḥya ibn ‛Aflah, nachdem zuvor August Wilhelm Henschel und Rudolf Creutz keinen zum Beinamen Afflacius passenden Ortsnamen finden konnten.
Constantinus übersetzte für den jungen Johannes den Liber febribus des Isaak ben Salomon Israeli, woraus geschlossen werden kann, dass Johannes zu dieser Zeit noch nicht über ausgeprägte medizinische Kenntnisse verfügte. Bei späteren Übersetzungen unterstützte Johannes seinen Lehrer. Rudolf Creutz, Hermann Lehmann und Mary Frances Wack haben im 20. Jahrhundert die Arbeitsweise von Lehrer und Schüler verglichen.
Johannes wirkte als Arzt in Salerno, wo für 1103 der Kauf eines Grundstückes bezeugt ist. Einige Zeit später trat er in das Kloster Montecassino ein und starb später laut Petrus Diaconus in einem Benediktinerkloster in Neapel, wohl Santi Severino e Sossio, wo er den literarischen Nachlass seines Lehrers verwaltete.

## Schriften und Übersetzungen
- Liber aureus. (vormals Constantinus zugeschrieben)
  - Fieberlehre, Harnlehre und spezielle Krankheitslehre im Codex Salernitanus
  - als Liber aureus und De urinis 1536 in der Baseler Ausgabe der Werke von Constantinus
  - Creutz vermutet zudem eine verschollene Pulslehre[2]
- Practica Pantegni (Mitarbeit an der Übersetzung des Werkes von ʿAli ibn al-ʿAbbas al-Madschūsi)[2]
- Liber de heros morbo. (Neuübersetzung der Schrift von Ibn al-Dschazzar, um 1100)
  - Vatikan, Biblioteca Apostolica, Borghesiana 86, f. 62r–62v, drittes Viertel des 12. Jahrhunderts (Sigle B)
  - Würzburg, Universitätsbibliothek, m.p. med. f. 3, f. 182v–183r, zweite Hälfte des 13. Jahrhunderts (Sigle W)[5]